# 布宰
布宰（法語：Bouzais，法語發音：[buzɛ]）是法国谢尔省的一个市镇，位于该省南部，属于圣阿芒蒙龙区。

## 地理
布宰（46°42'18"N, 2°28'29"E）面积3.35 平方千米，位于法国中央-卢瓦尔河谷大区谢尔省，该省份为法国中部省份，北起卢瓦雷省，西接卢瓦-谢尔省和安德尔省，南至克勒兹省，东南接阿列省，东临涅夫勒省。
与布宰接壤的市镇（或旧市镇、城区）包括：阿尔孔、奥尔瑟奈、奥尔瓦勒、聖阿芒蒙龍、圣乔治德普瓦雪。

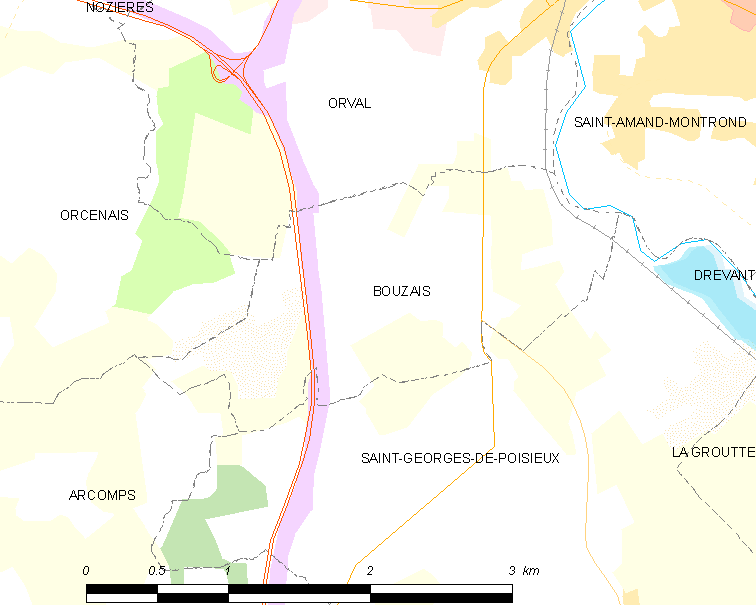
布宰的OSM定位图

布宰的时区为UTC+01:00、UTC+02:00（夏令时）。

## 行政
布宰的邮政编码为18200，INSEE市镇编码为18034。

## 政治
布宰所属的省级选区为圣阿芒蒙龙县。

## 人口

1962-2008年间布宰人口变化图示

布宰于2022年1月1日时的人口数量为285人。